# Успеновка (Башкортостан)
Успеновка (баш. Успеновка) — деревня в Дюртюлинском районе Республики Башкортостан Российской Федерации. Входит в состав Маядыковского сельсовета.

## География

### Географическое положение
Расстояние до:
- районного центра (Дюртюли): 25 км,
- центра сельсовета (Миништы): 12 км,
- ближайшей ж/д станции (Янаул): 104 км.

## Население
| 2002 | 2009 | 2010 |
| ---- | ---- | ---- |
| 9    | ↘7   | ↗426 |

Национальный состав
Согласно переписи 2002 года, преобладающие национальности — русские (67 %), татары (33 %).